# Гряда (Вяземский район)
Гряда — деревня в Вяземском районе Смоленской области России.
Входит в состав Мещёрского сельского поселения. Население — 1 житель (2007).
Расположена в восточной части области в 13 км к северо-востоку от Вязьмы, в 7 км восточнее автодороги Р134 «Старая Смоленская дорога» Смоленск — Дорогобуж — Вязьма — Зубцов. В 2 км западнее деревни расположена железнодорожная станция Меркучево на линии Вязьма — Ржев.

## История
В годы Великой Отечественной войны деревня была оккупирована гитлеровскими войсками в октябре 1941 года, освобождена в марте 1943 года.